# Impatiens phuluangensis
Impatiens phuluangensis är en balsaminväxtart som beskrevs av Daisuke Shimizu. Impatiens phuluangensis ingår i släktet balsaminer, och familjen balsaminväxter. Inga underarter finns listade i Catalogue of Life.